# Walentina Winogradowa
Walentina Alejsiejewna Winogradowa z domu Kamieniok (ros. Валентина Алексеевна Виноградова, z d. Каменёк, ur. 17 maja 1943 w Moskwie, zm. 17 czerwca 2002 Petersburgu) – radziecka siatkarka. Dwukrotna medalistka olimpijska.
W reprezentacji Związku Radzieckiego grała od roku 1964 do 1968. Oprócz dwóch medali igrzysk olimpijskich – złota w 1968, srebra w 1964 – sięgnęła po złoto mistrzostw Europy (1967, 1971). W rozgrywkach krajowych grała m.in. w barwach CSKA (w latach 1961–1971). Z moskiewskim zespołem była mistrzynią ZSRR w 1965, 1966, 1968. W 1966 i 1967 triumfowała w Pucharze Europy.